# Zelotaea phasma
Zelotaea phasma is een vlindersoort uit de familie van de prachtvlinders (Riodinidae), onderfamilie Riodininae.
Zelotaea phasma werd in 1868 beschreven door H. Bates.